# Mamès Cosseron de Villenoisy
 (octobre 2019).
Si vous disposez d'ouvrages ou d'articles de référence ou si vous connaissez des sites web de qualité traitant du thème abordé ici, merci de compléter l'article en donnant les références utiles à sa vérifiabilité et en les liant à la section « Notes et références ».
Mamès Cosseron de Villenoisy est un militaire français né à Dunkerque le 27 décembre 1821 et mort à Paris le 1er février 1903.

## Biographie
Polytechnicien (1839 - 1841), puis officier du génie, il a participé aux guerres d'Algérie. Il a participé également au Siège de Sébastopol en 1854.
En 1870, il est professeur de fortifications de l'école d'officiers de Metz lorsqu'il est enfermé dans la ville avec l'armée de Bazaine.
Refusant d'être fait prisonnier, il s'évade à pied, habillé en civil, gagne Luxembourg puis Bruxelles. Il publie alors quatre articles anonymes dans L'indépendance belge pour protester contre la capitulation de Bazaine. Ces quatre articles seront ensuite réunis sous le titre de La capitulation de Metz devant l'histoire. Il poursuit la guerre jusqu'à son terme et, voyant que les traîtres ne sont pas punis, il émet une protestation auprès de l'Assemblée Nationale. Protestation qui lui vaudra des inimitiés et contribuera à lancer le procès de Bazaine.
En 1873, chef du génie à Grenoble, il rédige un projet organisant la défense de la ville par la construction de la ceinture fortifiée de Grenoble autour de la ville, d'une nouvelle enceinte au nord de la ville, et enfin l'extension de l'enceinte sud qui deviendra un demi-siècle plus tard les grands boulevards de la ville.
Il prend sa retraite en 1881 avec le grade de général de brigade. Le 4 mai 1897, une de ses sœurs est une des victimes de l'incendie du Bazar de la charité.
Il a laissé de nombreux articles (dont un sur Auguste Comte qui fut son professeur à Polytechnique), un livre sur les fortifications, un livre de causeries (De-ci de-là, causeries d'un père de famille). Ses différents textes de mémoires et souvenirs ont été réunis sous le titre De Sébastopol à Metz, témoignage d'un officier (Édition : Lulu.com).
Il est inhumé au cimetière Montmartre (33e division).